# 송현여자고등학교
송현여자고등학교(松峴女子高等學校)는 대한민국 대구광역시 달서구 송현동에 있는 사립 고등학교이다.

## 학교 연혁
- 1975년 5월 31일 : 학교법인 송현학원 인가 (설립자 김경수)
- 1979년 12월 22일 : 송현여자고등학교 설립인가 (36개 학급인가)
- 1980년 3월 1일 : 개교
- 1980년 3월 1일 : 도진환 초대 교장 취임
- 1980년 3월 4일 : 제1회 입학식 거행 (12개 학급, 725명)
- 1984년 12월 15일 : 종합관 및 강당 준공 (4층 연건평 1,189평)
- 2017년 3월 1일 : 제9대 민승호 교장 취임
- 2011년 7월 1일 : 학교급식소 신축
- 2022년 2월 8일 : 제40회 졸업식(276명 졸업, 총 20,863명 배출)

## 참고 자료
- 송현여자고등학교 - 한국교육학술정보원 학교알리미